# Église de l'Annonciation de Dengchigou
Pour les articles homonymes, voir Église de l'Annonciation.
L'église de l'Annonciation (chinois traditionnel : 聖母領報堂 ; chinois simplifié : 圣母领报堂), communément connue sous le nom d'église catholique de Dengchigou (chinois traditionnel : 鄧池溝天主教堂 ; chinois simplifié : 邓池沟天主教堂), est située dans le xian de Baoxing, dans la partie médiane de la cordillère du Qionglai, une chaîne de montagnes dirigées nord-sud du massif des Hengduan, au sud-ouest de Chengdu la capitale du Sichuan.
Au début du XIXe siècle, un père des Missions étrangères de Paris s'installa dans cette région de montagnes escarpées d’ethnie tibéto-birmane Jiarong, pour échapper aux persécutions des mandarins chinois. Pour poursuivre son œuvre d'évangélisation, d'autres missionnaires de la même organisation y fondèrent plus tard un séminaire afin de recruter un clergé indigène puis en 1839, y construisirent une grande église en bois.
L'église de l'Annonciation est un bel édifice construit en bois, associant des éléments architecturaux chinois et européens. Elle fait partie d’un ensemble architectural associant autour d’une cour carré, l’église et les bâtiments d’un séminaire. 
Ce site est aujourd'hui célèbre pour avoir accueilli en 1869, le père Armand David, qui y séjourna dans le but de découvrir le plus grand nombre possible de plantes et d’animaux inconnus de la botanique et de la zoologie de l'époque. De cette région qu'il nommait « principauté de Moupin, Tibet oriental », il envoya au Muséum de Paris, 676 spécimens de plantes, 441 d'oiseaux, 145 de mammifères. Sa découverte du panda géant, un bel ours noir et blanc à l’allure très placide, très peu connu en Chine hormis par les chasseurs locaux, lui vaudra un beau succès populaire tant en Chine que dans le reste du monde.
Après la fondation de la république populaire de Chine en 1949, tous les missionnaires furent chassés, l’église de l’Annonciation fut réaffectée à la production agricole ou au logement des ouvriers, mais échappa aux destructions d’édifices religieux durant la révolution culturelle.
Bien que le président Xi Jinping continue de mener une politique très stricte de contrôle des religions par une sinisation accrue du christianisme, la figure du père David est maintenant très honorée. Dans les zones touristiques, on ne compte plus les stèles, bustes et statues en son honneur.

## Histoire des Missions étrangères au Sichuan auXIXesiècle
Le tumultueux XIXe siècle commence avec la politique de persécution des chrétiens menée par l’empereur Jiaqing qui règne de 1796 à 1820. Par le décret du 4 septembre 1811, il décide d’expulser les missionnaires occidentaux, hormis les spécialistes qui travaillent au Bureau de l’Astronomie de Pékin.  Les autorités locales ont le devoir d’arrêter tous les Européens et de les envoyer à Canton pour être expulser en Europe.
Le père Dufresse, sacré évêque en 1800 à Chengdu (Sichuan), fut arrêté en mai 1815. Lui, un autre évêque et neuf prêtres furent décapités ensemble à Chengdu, le 14 septembre 1815 et leurs têtes suspendues à la porte de la ville pendant trois jours.
Après ces événements, le XIXe siècle ne put se muer en terrain de prédilection de l’apostolat missionnaire qu’après les très coloniales guerres de l’opium menées notamment par les Britanniques et les Français. Les traités inégaux, en particulier le traité de Tien-Tsin de 1858,  accordèrent une protection diplomatique aux missionnaires. Toutefois comme ils furent obtenus par la force, ils ne firent qu’exacerber au plus haut point l’hostilité de l’administration chinoise vis-à-vis des missionnaires et des étrangers. Les religieux en général très croyants, semblaient ignorer qu’ils avaient été imposés par les canonnières alors que pour eux, ils étaient là, pour sauver des âmes de la damnation éternelle. De nombreux massacres de chrétiens chinois et de missionnaires eurent lieu, comme le terrible massacre de Tientsin de juin 1870. Le père David qui rentrait de sa mission à Moupin (Dengchigou) arriva en bateau en vue de Tianjin (Tientsin), le 24 juin...trois jours après que la foule ait massacré dix religieuses françaises, deux prêtres lazaristes, en tout une vingtaine d'Européens et 40 convertis chinois.
À Dengchigou dans le xian de Baoxing, la société de vie apostolique des Missions étrangères de Paris qui avait pour but l’évangélisation des pays d’Asie non chrétiens, ouvre vers 1830 un collège, dit « séminaire de Moupin » pour recruter un clergé indigène . Nombre de ses missionnaires avaient une bonne formation en sciences naturelles (botanique, zoologie, géologie) et cherchaient à entrer en contact avec les établissements scientifiques de Paris.
On doit au premier supérieur du séminaire de Moupin, Laurent Imbert, quelques notes sur les salines de la région ou sur le chevreuil musqué (Moschidae). Son successeur, Emmanuel Verroles, relèvera quelques informations sur l’arbre à vernis (Rhus vernicifera DC) et décrira l’exploitation des mines de charbon par les habitants du pays. Puis, Joseph Voisin, en poste à Moupin, fera parvenir à la famille de grainetiers Vilmorin des graines de légumes chinois comme le radis rose d’hiver de Chine, le fameux chou chinois pe-tsaï ainsi que la dolique (Dolichos), une plante herbacée grimpante, que l’on consomme comme la rave.
Inversement, les missionnaires introduiront dans la région la pomme de terre et le chou d’Europe, deux plantes qui constitueront rapidement un éléments essentiels de l’alimentation des montagnards.

## Église de Dengchigou

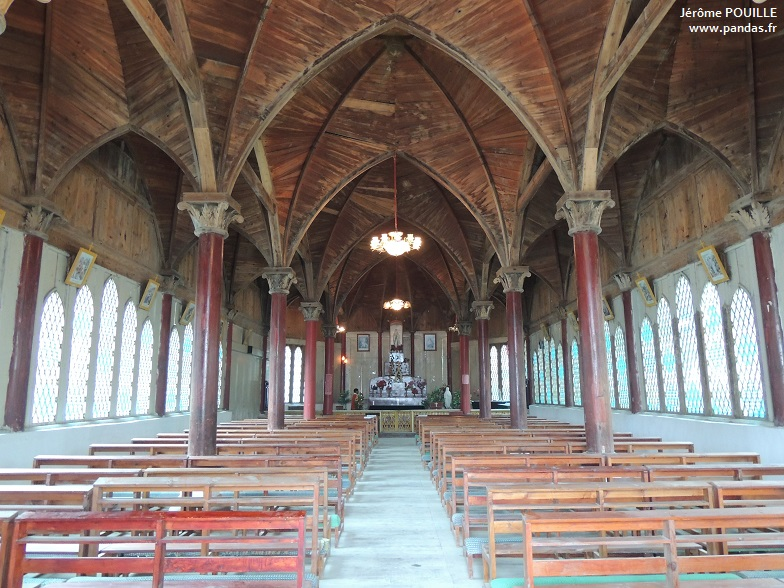
Vue de l'intérieur de l'église de l'Annonciation de Dengchigou

Une église catholique fut construite secrètement en 1839 par des missionnaires français, sur le flanc de la montagne Shilongmen à Dengchigou, canton de Fengtongzhai (蜂桶寨乡), à 1 750 m d’altitude. Cette église nommée Église de l'Annonciation (圣母领报堂 Shèngmǔ lǐng bào táng), fut agrandie et rénovée en 1902 et achevée en 1912. Sur ses côtés se trouvent des bâtiments qui abritaient le Collège de l’Annonciation, fondée aussi par les Missions étrangères de Paris pour la formation des prêtres chinois. L’église de l’Annonciation est une des premières églises construites secrètement au Sichuan.
Elle se trouve à 28 kilomètres en amont de la municipalité de Muping (穆坪镇 Mùpíng zhèn), en remontant  le torrent 东河 Donghe.
À l’époque, c’était une région encore sauvage, d’accès difficile, habitée par une population tibéto-birmane jalouse de son indépendance, que dirigeait un prince indigène, avec une relative autonomie du pouvoir impérial. En 1802, un père français des Missions étrangères (周耶神甫 Zhouye shenfu) avait choisi de venir prêcher en ce lieu pour échapper aux persécutions religieuses qui sévissaient en Chine. Le père mourut en 1829 de maladie et fut enterré sur place. Ce lieu réputé auprès des catholiques de la région fut choisi 10 ans plus tard (1839) pour construire une des premières églises catholiques du Sichuan, l'église de l'Annonciation, et un séminaire,
Après la fondation de la République populaire de Chine en 1949, les missionnaires étrangers furent tous expulsés, presque toutes les églises fermées et les autorités politiques organisèrent un clergé entièrement loyal au pouvoir central. Au Sichuan, les autorités provinciales décidèrent en 1956 de procéder à la collectivisation des terres, sans aucune exception pour les régions tibétaines et d’autres minorités. La résistance populaire qui s’était organisée, amena le pouvoir à utiliser l’aviation pour bombarder deux célèbres monastères bouddhiques à Litang (à 250 km à l’ouest à vol d’oiseau).
L’église de Dengchigou servit à stocker la production agricole et de lieu de réunion. Elle n’eut pas à trop souffrir de la révolution culturelle car elle servait à l’époque à héberger des ouvriers qui exploitaient l’amiante. Puis avec la libéralisation et la distribution des terres aux ménages, l’église est restée désaffectée. Ce n’est qu’en 2004, que l’église de Dengchigou après avoir été rénovée, fut ouverte pour accueillir les touristes chinois et étrangers.

## Architecture de l’église de Dengchigou

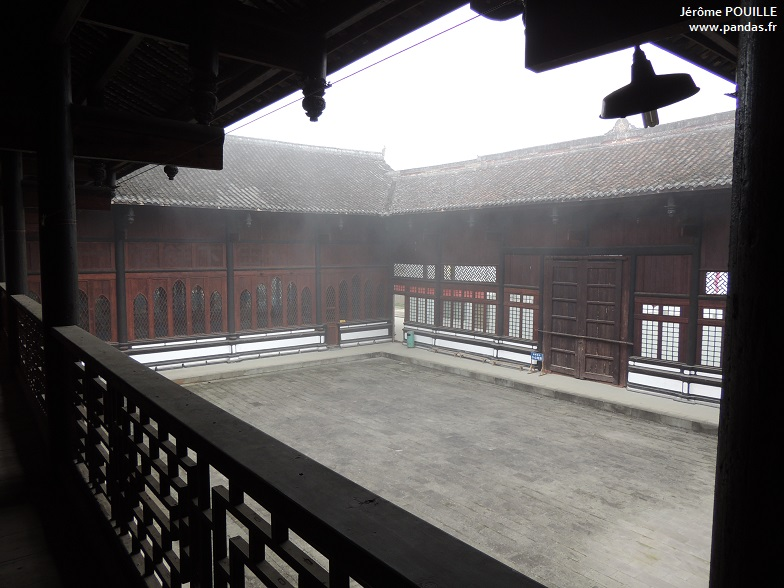
Cour de la mission catholique de Dengchigou

L’église catholique de Dengchigou construite en 1839 est presque entièrement en bois. Son architecture associe le style local des monastères bouddhiques et à l’intérieur le style gothique d’Europe (voir les photos de Jérôme Pouille, les photos de voyage d’un touriste chinois ou une vue aérienne de Baike Baidu[réf. nécessaire].
Actuellement, elle comporte une cour carrée d’environ 500 m2 avec sur un côté l’église de l’Annonciation et sur les deux côtés adjacents des bâtiments de trois niveaux ; la quatrième face est fermée d’une façade en bois comportant une large porte. La structure quadrangulaire des bâtiments possède sur toute la longueur d’un côté un auvent, soutenu par des piliers de bois noir, rappelant les monastères bouddhiques. Cette façade longe un bâtiment du séminaire et sur la droite la face d’entrée de l’église.
Le tout constituait l’ancien collège des Missions étrangères, avec une surface bâtie d’environ 3 500 m2. Toutes ces structures en bois, sur un soubassement en pierre, sont de style chinois. Par contre, l’intérieur de l’église est une structure rectangulaire comme une église-halle, constituée d’un vaisseau central séparé de chacun des deux vaisseaux latéraux par une rangée de quatre piliers en bois rouge. Une rosace surplombe le porche d’entrée. Une très élégante voute sur croisée d’ogives est tout en bois. Les quatre rangées de banc de bois semblent avoir été peints en rouge. Chaque côté est abondamment éclairé par 4 séries de 5 vitraux fait de losanges blancs ou turquoise, séparées par des piliers rouges.
Actuellement (en 2020), les anciens bâtiments du séminaire servent de salle d’exposition pour présenter la faune et la flore de la réserve naturelle de Fengtongzhai, ainsi que l'œuvre scientifique du père David. On peut y voir aussi le lit où le père David dormait, son petit bureau de travail (avec récemment un personnage de cire assis, avec une longue chevelure blonde de poète romantique, censé représenter le vaillant missionnaire basque !) et la pièce où il préparait les spécimens de plantes et d'animaux au transport.
L'édifice a belle allure après avoir subi depuis presque deux siècles, les intempéries, les tremblements de terre, sans parler des insurrections et autres saccages du Grand Bond en avant et de la révolution culturelle. Au village de Dengchigou situé à 3 km, 70 % de la population est actuellement catholique. Des messes ont lieu tous les dimanches[réf. nécessaire].

## Père Armand David

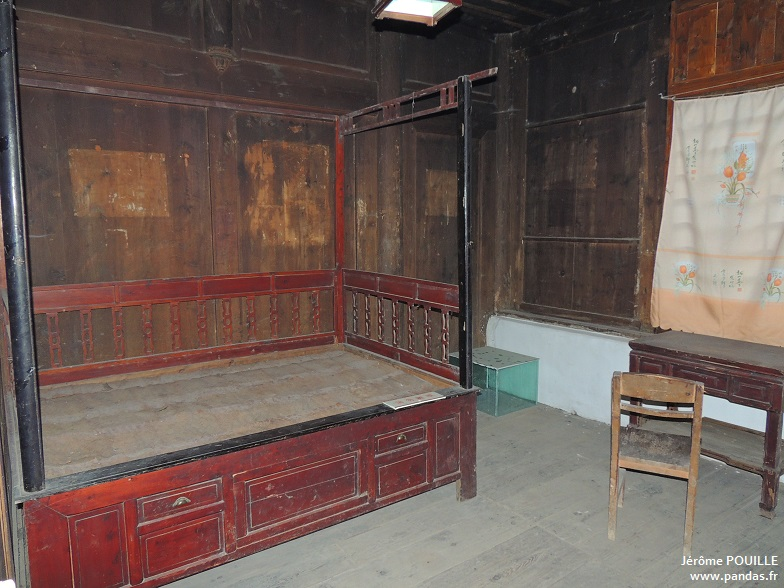
Chambre occupée par le père David dans le collège de la mission de Dengchigou

En février 1869, pour se rendre à Dengchigou, le père Armand David qui venait à pied de Chengdu, choisit la voie directe qui franchit la montagne qui domine Dengchigou à l’est, et qui l’obligea d’escalader un col de 3 000 m en plein hiver. Il s’installa sa base de prospection de mars à septembre 1869, au collège des Missions étrangères de Moupin (à côté de l’église de Dengchigou), sous la direction de M. Dugrité.
La région de Muping, gouvernée par un prince tibéto-birman, devait une relative prospérité à la confection de potasse, à la chasse au chevrotin porte-musc (Moschidae), au maïs, aux herbes médicinales et au bois pour la construction ou le chauffage. Ce pays, fait de montagnes escarpées, était en dépit des bûcherons et des agriculteurs, abondamment boisé, et sa flore et sa faune étaient encore très bien préservées.
Le père peut alors donner libre cours à sa passion pour les plantes, les insectes, les oiseaux et les mammifères qui trouve là de quoi se satisfaire. Chez lui, cette passion d’observer la nature se double d'une passion pour la chasse. Il sollicite aussi les chasseurs de la région pour aller tirer les animaux dans les zones les moins accessibles et comme il paye un bon prix, les dépouilles sont abondantes. De cette région du Tibet oriental, le père David a envoyé au Muséum d’histoire naturelle de Paris, 676 spécimens de plantes, 441 d'oiseaux, 145 de mammifères pour être identifiés et décrits. Sa renommée tient cependant à seulement quelques espèces-phares comme le Panda géant, le Macaque au nez retroussé (Rhinopithecus roxellana) et l’arbre aux mouchoirs (Davidia involucrata).

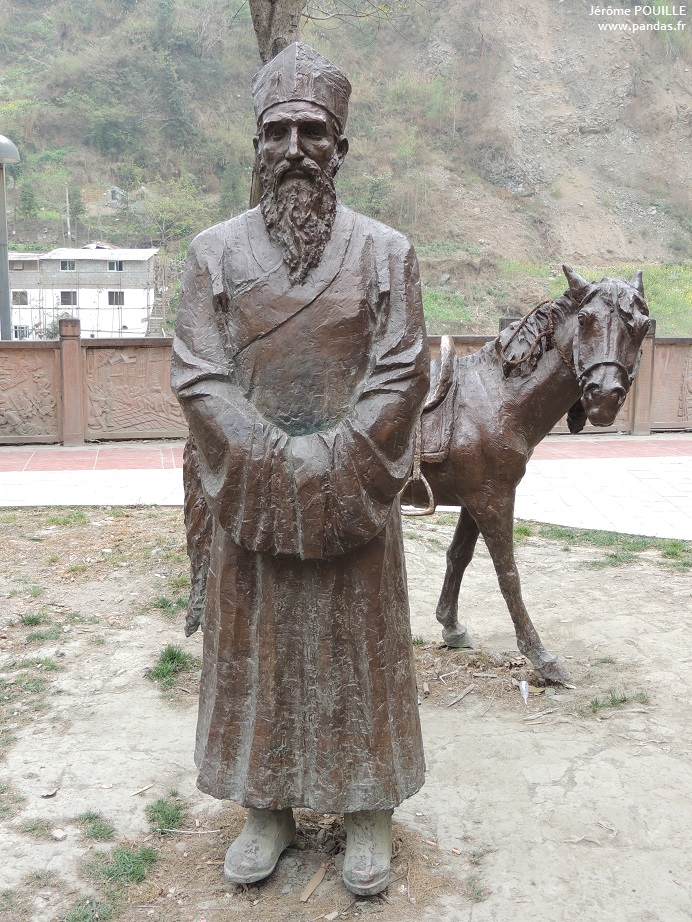
Statue d'Armand David dans la ville de Baoxing (Muping zhen)

En juin 1994, une stèle commémorative en son honneur fut posée à Dengchigou par l’Association pour la conservation de la faune. Depuis les hommages n’ont pas cessé. Le père Armand David est devenu une personnalité importante, célébrée aussi bien par la population locale et les touristes (sur leur blog) que par les autorités. On ne compte plus les statues, les bustes et les stèles en l’honneur du père David, érigés dans les zones touristiques de Dengchigou et de Muping.
Le hameau de Denchigou-David (邓池沟戴维小镇 Dèngchígōu Dàiwéi xiǎozhèn) est un hameau de montagne créé après la destruction d’habitations situées en flanc de montagne, lors du séisme de Ya’an de 2013. Les habitants ont été relogés dans un complexe résidentiel situé dans le fond de vallée qui fut nommé Dengchigou-David en mémoire du père David. Situé à 3 km de l’église de Dengchigou, il dispose de 14 chambres d’hôtes pour les touristes.
Bien sûr, la promotion de l’image du père David sert à construire un récit séduisant sur la découverte du panda pouvant favoriser le tourisme dans cette région alors que le prosélytisme chrétien est toujours autant exécré. Peu importe si l’homme, était autant un homme d’une grande ferveur religieuse, qu’un passionné d’enquêtes naturalistes de terrain.
Car la célébration d’un missionnaire étranger du XIXe siècle, ne signifie certainement pas une beaucoup plus grande tolérance religieuse envers le christianisme que du temps de Mao Zedong ou de l’empire. En mai 2015, le président Xi Jinping a décidé d’un nouveau resserrement de la politique de contrôle des religions par une sinisation (zhongguohua 中国化) accrue, en particulier du christianisme et de l’islam. Il reproche aux fidèles de ces deux religions, un manque de confiance dans la culture chinoise et une adhésion respectivement aux valeurs de l’Occident et de l’extrémisme. La gouvernance religieuse du régime continue à appliquer une politique de contrôle et d’exclusion.